# Indekstilfældet
Indekstilfældet (index case, patient nul, indekspatienten) er den første patient i en epidemiologisk undersøgelse, eller mere generelt, det første tilfælde af en tilstand eller et syndrom − ikke nødvendigvis et smitsomt syndrom − som er beskrevet i medicinsk litteratur, uanset om personen menes at være den første, der er blevet ramt af syndromet eller tilstanden. 
Indekstilfældet opfattes undertiden som en "klassisk" sag i litteraturen, som fx Phineas Gage: Han var den første person man fik kendskab til, der viste en bestemt personlighedsændring på grund af en hjerneskade, men der er ingen grund til at tro, at han var den første. Hans sag var blot den første, der blev undersøgt på en moderne måde.
For visse dyresygdomme i forskellige lande har dyrlæger meldepligt, og det er indekstilfældet i en dyrebesætning, der skal rapporteres, dvs. det første observerede tilfælde i populationen.